# Dánia a 2000. évi nyári olimpiai játékokon
Dánia az ausztráliai Sydneyben megrendezett 2000. évi nyári olimpiai játékok egyik részt vevő nemzete volt. Az országot az olimpián 16 sportágban 97 sportoló képviselte, akik összesen 6 érmet szereztek.

## Érmesek
| Érem  | Versenyző | Sportág       | Versenyszám                                |
| ----- | --- | ------------- | ------------------------------------------ |
| Arany | Nemzeti válogatott Anette Hoffmann-Møberg Anja Nielsen Camilla Andersen Christina Roslyng Janne Kolling Karin Mortensen Karen Brødsgaard Katrine Fruelund Lene Rantala Lotte Kiærskou Maja Grønbek Mette Vestergaard Rikke Petersen-Schmidt Tina Bøttzau Tonje Kjærgaard | Kézilabda     | Női                                        |
| Arany | Jesper Bank Henrik Blakskjær Thomas Jacobsen | Vitorlázás    | Soling                                     |
| Ezüst | Wilson Kipketer | Atlétika      | Férfi 800 m                                |
| Ezüst | Torben Grimmel | Sportlövészet | Férfi sportpuska fekvő                     |
| Ezüst | Camilla Martin | Tollaslabda   | Női egyes                                  |
| Bronz | Søren Madsen Thomas Ebert Eskild Ebbesen Victor Feddersen | Evezés        | Férfi könnyűsúlyú kormányos nélküli négyes |

## Asztalitenisz
| Versenyző                 | Versenyszám | Selejtező         | Csoportkör | Csoportkör | Nyolcaddöntő                                                          | Negyeddöntő       | Elődöntő          | Döntő             | Helyezés |
| Versenyző                 | Versenyszám | Ellenfél Eredmény | Ellenfél Eredmény | Hely.      | Ellenfél Eredmény                                                     | Ellenfél Eredmény | Ellenfél Eredmény | Ellenfél Eredmény | Helyezés |
| ------------------------- | ----------- | ----------------- | --- | ---------- | --------------------------------------------------------------------- | ----------------- | ----------------- | ----------------- | -------- |
| Finn Tugwell Michael Maze | Páros       | erőnyerő          | D csoport · Egyesült Államok (USA) · Yinghua Cheng · Khoa Dinh Nguyen · 21–12, 21–7 · Japán (JPN) · Sibutani Hirosi · Macusita Kódzsi · 21–13, 21–10 | 1.         | Tajvan (TPE) · Chang Yen-Shu · Chiang Peng-Lung · 19–21, 15–21, 20–22 | kiesett           | kiesett           | kiesett           | 9.       |

## Atlétika
Férfi
| Versenyző       | Versenyszám | Előfutam | Előfutam | Előfutam | Elődöntő | Elődöntő | Elődöntő | Döntő   | Döntő    |
| Versenyző       | Versenyszám | Idő      | Hely.    | Össz.    | Idő      | Hely.    | Össz.    | Idő     | Helyezés |
| --------------- | ----------- | -------- | -------- | -------- | -------- | -------- | -------- | ------- | -------- |
| Wilson Kipketer | 800 m       | 1:45,57  | 1.       | 2.       | 1:44,22  | 1.       | 2.*      | 1:45,14 |          |

| Versenyző     | Versenyszám   | Selejtező | Selejtező | Döntő    | Döntő    |
| Versenyző     | Versenyszám   | Eredmény  | Helyezés  | Eredmény | Helyezés |
| ------------- | ------------- | --------- | --------- | -------- | -------- |
| Joachim Olsen | Súlylökés     | 19,41 m   | 17.       | kiesett  | kiesett  |
| Jan Bielecki  | Kalapácsvetés | 70,46 m   | 33.       | kiesett  | kiesett  |

Női
| Versenyző              | Versenyszám | Selejtező | Selejtező | Döntő    | Döntő    |
| Versenyző              | Versenyszám | Eredmény  | Helyezés  | Eredmény | Helyezés |
| ---------------------- | ----------- | --------- | --------- | -------- | -------- |
| Marie Bagger Rasmussen | Rúdugrás    | 430 cm    | 7.***     | 435 cm   | 8.       |

* - egy másik versenyzővel azonos eredményt ért el

*** - három másik versenyzővel azonos eredményt ért el

## Evezés
Férfi
| Versenyző                                                 | Versenyszám                          | Előfutam | Előfutam | Vigaszág | Vigaszág | Elődöntő | Elődöntő | Elődöntő | Döntő | Döntő   | Döntő | Helyezés |
| Versenyző                                                 | Versenyszám                          | Idő      | Hely.    | Idő      | Hely.    | Típus    | Idő      | Hely.    | Típus | Idő     | Hely. | Helyezés |
| --------------------------------------------------------- | ------------------------------------ | -------- | -------- | -------- | -------- | -------- | -------- | -------- | ----- | ------- | ----- | -------- |
| Bertil Samuelson Bo Kaliszan                              | Kétpárevezős                         | 6:58,88  | 5.       | 6:30,87  | 2.       | A/B      | 6:40,11  | 6.       | B     | 6:23,20 | 4.    | 10.      |
| Søren Madsen Thomas Ebert Eskild Ebbesen Victor Feddersen | Könnyűsúlyú kormányos nélküli négyes | 6:21,30  | 4.       | 6:08,63  | 1.       | A/B      | 6:01,67  | 2.       | A     | 6:03,51 | 3.    |          |

Női
| Versenyző                                                      | Versenyszám   | Előfutam | Előfutam | Vigaszág | Vigaszág | Elődöntő | Elődöntő | Elődöntő | Döntő | Döntő   | Döntő | Helyezés |
| Versenyző                                                      | Versenyszám   | Idő      | Hely.    | Idő      | Hely.    | Típus    | Idő      | Hely.    | Típus | Idő     | Hely. | Helyezés |
| -------------------------------------------------------------- | ------------- | -------- | -------- | -------- | -------- | -------- | -------- | -------- | ----- | ------- | ----- | -------- |
| Bianca Carstensen Katrin Gleie Sarah Lauritzen Dorthe Pedersen | Négypárevezős | 6:35,39  | 3.       | 6:35,76  | 2.       |          |          |          | A     | 6:31,30 | 6.    | 6.       |

## Íjászat
Női
| Versenyző          | Versenyszám | Selejtező | Selejtező | 64-es főtábla                  | 32-es főtábla     | Nyolcaddöntő      | Negyeddöntő       | Elődöntő          | Döntő             | Helyezés |
| Versenyző          | Versenyszám | Pont      | Kiemelt   | Ellenfél Eredmény              | Ellenfél Eredmény | Ellenfél Eredmény | Ellenfél Eredmény | Ellenfél Eredmény | Ellenfél Eredmény | Helyezés |
| ------------------ | ----------- | --------- | --------- | ------------------------------ | ----------------- | ----------------- | ----------------- | ----------------- | ----------------- | -------- |
| Katja Brix Poulsen | Egyéni      | 609       | 57.       | Liu Pi-Yu (TPE) (8.) · 152-161 | kiesett           | kiesett           | kiesett           | kiesett           | kiesett           | 45.      |

## Kajak-kenu

### Síkvízi
Férfi
| Versenyző                          | Versenyszám         | Előfutam | Előfutam | Előfutam | Elődöntő | Elődöntő | Elődöntő | Döntő    | Döntő    |
| Versenyző                          | Versenyszám         | Idő      | Hely.    | Össz.    | Idő      | Hely.    | Össz.    | Idő      | Helyezés |
| ---------------------------------- | ------------------- | -------- | -------- | -------- | -------- | -------- | -------- | -------- | -------- |
| Torsten Tranum                     | Kajak egyes 1000 m  | 3:35,841 | 1.       | 2.       | 3:38,865 | 2.       | 7.       | 3:37,811 | 6.       |
| Paw Madsen Jesper Møllegaard Staal | Kajak kettes 500 m  | 1:32,613 | 4.       | 8.       | 1:32,867 | 4.       | 9.       | kiesett  | kiesett  |
| Paw Madsen Jesper Møllegaard Staal | Kajak kettes 1000 m | 3:16,989 | 6.       | 9.       | 3:18,206 | 4.       | 4.       | kiesett  | kiesett  |

## Kerékpározás

### Hegyi-kerékpározás
| Versenyző         | Versenyszám        | Idő                   | Helyezés |
| ----------------- | ------------------ | --------------------- | -------- |
| Michael Rasmussen | Férfi terepverseny | 2:18:15,57 (+9:13,07) | 22.      |
| Jesper Agergård   | Férfi terepverseny | 1 kör hátrány         | 36.      |

### Országúti kerékpározás
Férfi
| Versenyző        | Versenyszám   | Idő             | Helyezés      |
| ---------------- | ------------- | --------------- | ------------- |
| Frank Høj        | Mezőnyverseny | 5:30:34 (+1:26) | 6.            |
| Nicki Sørensen   | Mezőnyverseny | 5:30:46 (+1:38) | 40.           |
| Rolf Sørensen    | Mezőnyverseny | 5:30:46 (+1:38) | 59.           |
| Lars Michaelsen  | Mezőnyverseny | nem ért célba   | nem ért célba |
| Michael Sandstød | Mezőnyverseny | nem ért célba   | nem ért célba |
| Michael Sandstød | Időfutam      | nem ért célba   | nem ért célba |

### Pálya-kerékpározás
Pontversenyek
| Név                     | Versenyszám       | Pont | Körhátrány | Helyezés |
| ----------------------- | ----------------- | ---- | ---------- | -------- |
| Jimmi Madsen            | Férfi pontverseny | 0    | -2         | 22.      |
| Jakob Piil Jimmi Madsen | Férfi madison     | 5    | 0          | 12.      |

## Kézilabda

### Női
| Dán női kézilabdacsapat-játékoskeret | Dán női kézilabdacsapat-játékoskeret                                                                                         |
| --- | --- |
| - Anette Hoffmann-Møberg - Anja Nielsen - Camilla Andersen - Christina Roslyng - Janne Kolling - Karin Mortensen - Karen Brødsgaard - Katrine Fruelund | - Lene Rantala - Lotte Kiærskou - Maja Grønbek - Mette Vestergaard - Rikke Petersen-Schmidt - Tina Bøttzau - Tonje Kjærgaard |

#### Eredmények
Csoportkör
B csoport
| Csapat           | M | Gy | D | V | G+  | G–  | Gk  | P |
| ---------------- | - | -- | - | - | --- | --- | --- | - |
| Norvégia (NOR)   | 4 | 4  | 0 | 0 | 101 | 72  | +29 | 8 |
| Dánia (DEN)      | 4 | 3  | 0 | 1 | 124 | 83  | +41 | 6 |
| Ausztria (AUT)   | 4 | 2  | 0 | 2 | 131 | 90  | +41 | 4 |
| Brazília (BRA)   | 4 | 1  | 0 | 3 | 100 | 133 | –33 | 2 |
| Ausztrália (AUS) | 4 | 0  | 0 | 4 | 59  | 137 | –78 | 0 |

| 2000. szeptember 17. 16:30 | Dánia (DEN)    | 17–19  | Norvégia (NOR)             | Játékvezetők: Francois Garcia, Jean-Pierre Moreno (FRA) |
| 2000. szeptember 17. 16:30 | négy játékos 3 | (7–10) | Grini, Goksør-Bjerkrheim 4 | Játékvezetők: Francois Garcia, Jean-Pierre Moreno (FRA) |
| 2000. szeptember 17. 16:30 | 4× 3×          |        | 2× 3×                      | Játékvezetők: Francois Garcia, Jean-Pierre Moreno (FRA) |

| 2000. szeptember 19. 21:30 | Ausztria (AUT) | 26–30   | Dánia (DEN)          | Játékvezetők: Vaclav Kohout, Ivan Dolejs (CZE) |
| 2000. szeptember 19. 21:30 | Fridrikas 11   | (13–16) | Andersen, Kiærskou 7 | Játékvezetők: Vaclav Kohout, Ivan Dolejs (CZE) |
| 2000. szeptember 19. 21:30 | 1× 3×          |         | 3× 2×                | Játékvezetők: Vaclav Kohout, Ivan Dolejs (CZE) |

| 2000. szeptember 21. 19:30 | Ausztrália (AUS) | 12–38  | Dánia (DEN)         | Játékvezetők: Hyung-Kyun Chung, Kyu Ha Lim (KOR) |
| 2000. szeptember 21. 19:30 | Kahmke 5         | (6–18) | Andersen, Roslyng 7 | Játékvezetők: Hyung-Kyun Chung, Kyu Ha Lim (KOR) |
| 2000. szeptember 21. 19:30 | 2× 1×            |        | 3× 3×               | Játékvezetők: Hyung-Kyun Chung, Kyu Ha Lim (KOR) |

| 2000. szeptember 25. 14:30 | Dánia (DEN) | 39–26   | Brazília (BRA) | Játékvezetők: Thomas Bojsen, Tugomir Anusic (USA) |
| 2000. szeptember 25. 14:30 | Kiærskou 9  | (19–12) | Zezé 9         | Játékvezetők: Thomas Bojsen, Tugomir Anusic (USA) |
| 2000. szeptember 25. 14:30 | 1× 3×       |         | 4× 3×          | Játékvezetők: Thomas Bojsen, Tugomir Anusic (USA) |

Negyeddöntők
| 2000. szeptember 28. 19:30 | Franciaország (FRA) | 26–28 (h. u.) | Dánia (DEN) | Játékvezetők: Branka Maric, Zorica Gardinovacki (YUG) |
| 2000. szeptember 28. 19:30 | Myaro 11            | (8–13, 24–24) | Andersen 7  | Játékvezetők: Branka Maric, Zorica Gardinovacki (YUG) |
| 2000. szeptember 28. 19:30 | 1× 3×               |               | 1× 3×       | Játékvezetők: Branka Maric, Zorica Gardinovacki (YUG) |

Elődöntő
| 2000. szeptember 29. 19:30 | Dél-Korea (KOR)        | 29–31   | Dánia (DEN)       | Játékvezetők: Ramon Gallego Santos, Victor Pedro Lamas Perez (ESP) |
| 2000. szeptember 29. 19:30 | O Szongok, I Szangun 7 | (11–20) | Hoffmann-Møberg 8 | Játékvezetők: Ramon Gallego Santos, Victor Pedro Lamas Perez (ESP) |
| 2000. szeptember 29. 19:30 | 5× 3×                  |         | 3× 4×             | Játékvezetők: Ramon Gallego Santos, Victor Pedro Lamas Perez (ESP) |

Döntő
| 2000. október 1. 16:30 | Dánia (DEN)        | 31–27   | Magyarország (HUN) | Játékvezetők: Francois Garcia, Jean-Pierre Moreno (FRA) |
| 2000. október 1. 16:30 | Hoffmann-Møberg 11 | (14–16) | Radulovics 9       | Játékvezetők: Francois Garcia, Jean-Pierre Moreno (FRA) |
| 2000. október 1. 16:30 | 2× 3×              |         | 1× 3×              | Játékvezetők: Francois Garcia, Jean-Pierre Moreno (FRA) |

| Csapat      | Helyezés |
| ----------- | -------- |
| Dánia (DEN) |          |

## Lovaglás
Díjlovaglás
| Versenyző                                                               | Ló                 | Versenyszám | 1. kör | 1. kör | 2. kör  | 2. kör  | 3. kör  | 3. kör  | Végeredmény | Végeredmény |
| Versenyző                                                               | Ló                 | Versenyszám | Pont   | Hely.  | Pont    | Hely.   | Pont    | Hely.   | Pont        | Helyezés    |
| ----------------------------------------------------------------------- | ------------------ | ----------- | ------ | ------ | ------- | ------- | ------- | ------- | ----------- | ----------- |
| Lone Castrup Jørgensen                                                  | Kennedy            | Egyéni      | 71,84  | 8.     | 74,69   | 6.      | 70,37   | 11.     | 216,90      | 7.          |
| Jon Pedersen                                                            | Esprit De Valdemar | Egyéni      | 69,12  | 11.    | 67,39   | 19.     | 67,67   | 14.     | 204,18      | 15.         |
| Anne Jensen-van Olst                                                    | Any How            | Egyéni      | 65,00  | 29.    | kiesett | kiesett | kiesett | kiesett | kiesett     | kiesett     |
| Morten Thomsen                                                          | Gay                | Egyéni      | 61,44  | 45.    | kiesett | kiesett | kiesett | kiesett | kiesett     | kiesett     |
| Lone Castrup Jørgensen Jon Pedersen Anne Jensen-van Olst Morten Thomsen | lásd fentebb       | Csapat      |        |        |         |         |         |         | 5149        | 4.          |

Díjugratás
| Versenyző    | Ló      | Versenyszám | Selejtező | Selejtező | Selejtező | Selejtező | Selejtező | Selejtező | Selejtező | Selejtező | Döntő  | Döntő  | Döntő  | Döntő  | Végeredmény | Végeredmény |
| Versenyző    | Ló      | Versenyszám | 1. kör    | 1. kör    | 2. kör    | 2. kör    | 2. kör    | 3. kör    | 3. kör    | 3. kör    | 1. kör | 1. kör | 2. kör | 2. kör | Végeredmény | Végeredmény |
| Versenyző    | Ló      | Versenyszám | Bünt.     | Hely.     | Bünt.     | Össz.     | Hely.     | Bünt.     | Össz.     | Hely.     | Bünt.  | Hely.  | Bünt.  | Hely.  | Bünt.       | Helyezés    |
| ------------ | ------- | ----------- | --------- | --------- | --------- | --------- | --------- | --------- | --------- | --------- | ------ | ------ | ------ | ------ | ----------- | ----------- |
| Thomas Velin | Carnute | Egyéni      | 4,75      | 9.        | 8,00      | 12,75     | 14.       | 0,00      | 12,75     | 6.        | 0,00   | 1.     | 12,00  | 22.    | 12,00       | 10.**       |

Lovastusa
| Versenyző      | Ló           | Versenyszám | Díjlovaglás | Díjlovaglás | Tereplovaglás | Tereplovaglás | Tereplovaglás | Díjugratás | Díjugratás | Végeredmény | Végeredmény |
| Versenyző      | Ló           | Versenyszám | Bünt.       | Hely.       | Bünt.         | Hely.         | Össz.         | Bünt.      | Hely.      | Bünt.       | Helyezés    |
| -------------- | ------------ | ----------- | ----------- | ----------- | ------------- | ------------- | ------------- | ---------- | ---------- | ----------- | ----------- |
| Nils Haagensen | Discovery II | Egyéni      | 47,20       | 14.         | nem ért célba | nem ért célba | nem ért célba | kiesett    | kiesett    | kiesett     | 29.         |

** - két másik versenyzővel azonos eredményt ért el

## Öttusa
| Versenyző       | Versenyszám | Lövészet | Lövészet | Lövészet | Vívás    | Vívás | Vívás | Úszás   | Úszás | Úszás | Lovaglás | Lovaglás | Lovaglás | Lovaglás | Futás    | Futás | Futás | Összesen    | Összesen |
| Versenyző       | Versenyszám | Pontszám | Pont     | Hely.    | Eredmény | Pont  | Hely. | Idő     | Pont  | Hely. | Idő      | Hibapont | Pont     | Hely.    | Idő      | Pont  | Hely. | Összes pont | Helyezés |
| --------------- | ----------- | -------- | -------- | -------- | -------- | ----- | ----- | ------- | ----- | ----- | -------- | -------- | -------- | -------- | -------- | ----- | ----- | ----------- | -------- |
| Pernille Svarre | Női         | 161      | 868      | 22.**    | 7-17     | 640   | 24.   | 2:29,94 | 1101  | 23.   | 2:11,04  | 200      | 702      | 20.      | 10:22,56 | 1230  | 2.    | 4541        | 19.      |

** - két másik versenyzővel azonos eredményt ért el

## Sportlövészet
Férfi
| Versenyző      | Versenyszám       | Selejtező | Selejtező | Döntő | Döntő    |
| Versenyző      | Versenyszám       | Pont      | Helyezés  | Pont  | Helyezés |
| -------------- | ----------------- | --------- | --------- | ----- | -------- |
| Torben Grimmel | Sportpuska, fekvő | 597       | 3.        | 700,4 |          |

Női
| Versenyző         | Versenyszám           | Selejtező | Selejtező | Döntő   | Döntő    |
| Versenyző         | Versenyszám           | Pont      | Helyezés  | Pont    | Helyezés |
| ----------------- | --------------------- | --------- | --------- | ------- | -------- |
| Karen Hansen      | Légpisztoly           | 376       | 25.**     | kiesett | kiesett  |
| Karen Hansen      | Sportpisztoly         | 572       | 28.**     | kiesett | kiesett  |
| Susanne Meyerhoff | Sportpisztoly         | 562       | 39.*      | kiesett | kiesett  |
| Susanne Meyerhoff | Légpisztoly           | 372       | 35.       | kiesett | kiesett  |
| Anni Bissø        | Légpuska              | 391       | 20.***    | kiesett | kiesett  |
| Anni Bissø        | Sportpuska, összetett | 584       | 4.        | 675,6   | 6.       |

* - egy másik versenyzővel azonos eredményt ért el

** - két másik versenyzővel azonos eredményt ért el

*** - hét másik versenyzővel azonos eredményt ért el

## Taekwondo
Férfi
| Versenyző        | Versenyszám | Selejtező                 | Negyeddöntő       | Elődöntő          | Vigaszág negyeddöntő | Vigaszág elődöntő | Bronz- mérkőzés   | Döntő             | Helyezés |
| Versenyző        | Versenyszám | Ellenfél Eredmény         | Ellenfél Eredmény | Ellenfél Eredmény | Ellenfél Eredmény    | Ellenfél Eredmény | Ellenfél Eredmény | Ellenfél Eredmény | Helyezés |
| ---------------- | ----------- | ------------------------- | ----------------- | ----------------- | -------------------- | ----------------- | ----------------- | ----------------- | -------- |
| Muhammed Dahmani | Váltósúly   | Warren Hansen (AUS) · 5-6 | kiesett           | kiesett           |                      |                   |                   |                   | 11.      |

Női
| Versenyző           | Versenyszám | Selejtező           | Negyeddöntő                    | Elődöntő                 | Vigaszág negyeddöntő | Vigaszág elődöntő        | Bronz- mérkőzés        | Döntő             | Helyezés |
| Versenyző           | Versenyszám | Ellenfél Eredmény   | Ellenfél Eredmény              | Ellenfél Eredmény        | Ellenfél Eredmény    | Ellenfél Eredmény        | Ellenfél Eredmény      | Ellenfél Eredmény | Helyezés |
| ------------------- | ----------- | ------------------- | ------------------------------ | ------------------------ | -------------------- | ------------------------ | ---------------------- | ----------------- | -------- |
| Hanne Høegh Poulsen | Légsúly     | Kay Poe (USA) · 4-3 | Juana Wangsa Putri (INA) · 7-2 | Lauren Burns (AUS) · 0-1 |                      | Águeda Pérez (MEX) · 2-1 | Chi Shu-Ju (TPE) · 0-4 |                   | 4.       |

## Tenisz
Férfi
| Versenyző      | Versenyszám | 64-es főtábla                        | 32-es főtábla                       | Nyolcaddöntő      | Negyeddöntő       | Elődöntő          | Bronz- mérkőzés   | Döntő             | Helyezés |
| Versenyző      | Versenyszám | Ellenfél Eredmény                    | Ellenfél Eredmény                   | Ellenfél Eredmény | Ellenfél Eredmény | Ellenfél Eredmény | Ellenfél Eredmény | Ellenfél Eredmény | Helyezés |
| -------------- | ----------- | ------------------------------------ | ----------------------------------- | ----------------- | ----------------- | ----------------- | ----------------- | ----------------- | -------- |
| Kristian Pless | Egyes       | Szargisz Szargszjan (ARM) · 6–3, 6–4 | Mark Philippoussis (AUS) · 4–6, 4–6 | kiesett           | kiesett           | kiesett           | kiesett           | kiesett           | 17.      |

## Tollaslabda
| Versenyző                           | Versenyszám | Selejtező                                    | 32-es főtábla                                                              | Nyolcaddöntő                                                             | Negyeddöntő                                                       | Elődöntő                            | Döntő                                          | Helyezés |
| Versenyző                           | Versenyszám | Ellenfél Eredmény                            | Ellenfél Eredmény                                                          | Ellenfél Eredmény                                                        | Ellenfél Eredmény                                                 | Ellenfél Eredmény                   | Ellenfél Eredmény                              | Helyezés |
| ----------------------------------- | ----------- | -------------------------------------------- | -------------------------------------------------------------------------- | ------------------------------------------------------------------------ | ----------------------------------------------------------------- | ----------------------------------- | ---------------------------------------------- | -------- |
| Peter Gade                          | Férfi egyes | erőnyerő                                     | Denis Constantin (MRI) · 15–3, 15–9                                        | Permadi Fung (TPE) · 15–8, 15–7                                          | Marleve Mario Mainaky (INA) · 15–6, 15–6                          | Ji Xinpeng (CHN) · 9–15, 15–1, 9–15 | Bronzmérkőzés · Xia Xuanze (CHN) · 13–15, 5–15 | 4.       |
| Kenneth Jonassen                    | Férfi egyes | Szon Szungmo (KOR) · 14–17, 15–8, 17–15      | Ruud Kuijten (BEL) · 15–8, 15–5                                            | Wong Choong Hann (MAS) · 6–15, 7–15                                      | kiesett                                                           | kiesett                             | kiesett                                        | 9.       |
| Poul-Erik Høyer Larsen              | Férfi egyes | erőnyerő                                     | Sun Jun (CHN) · 3–15, 17–16, 10–15                                         | kiesett                                                                  | kiesett                                                           | kiesett                             | kiesett                                        | 17.      |
| Jens Eriksen Jesper Larsen          | Férfi páros |                                              | erőnyerő                                                                   | Kanada (CAN) · Brent Olynyk · Bryan Moody · 15–2, 15–1                   | Dél-Korea (KOR) · I Dongszu · Ju Jongszong · 12–15, 10–15         | kiesett                             | kiesett                                        | 5.       |
| Lars Paaske Martin Lundgaard Hansen | Férfi páros |                                              | Bulgária (BUL) · Mihail Popov · Svetoslav Stoyanov · 15–6, 15–6            | Indonézia (INA) · Rexy Mainaky · Ricky Subagja · 9–15, 15–13, 7–15       | kiesett                                                           | kiesett                             | kiesett                                        | 9.       |
| Jim Laugesen Michael Søgaard        | Férfi páros |                                              | erőnyerő                                                                   | Indonézia (INA) · Candra Wijaya · Tony Gunawan · 9–15, 7–15              | kiesett                                                           | kiesett                             | kiesett                                        | 9.       |
| Camilla Martin                      | Női egyes   | erőnyerő                                     | Ellen Angelina (INA) · 11–6, 11–2                                          | Kelly Morgan (GBR) · 11–7, 11–3                                          | Mia Audina (NED) · 11–2, 11–1                                     | Dai Yun (CHN) · 11–5, 11–0          | Gong Zhichao (CHN) · 10–13, 3–11               |          |
| Mette Sørensen                      | Női egyes   | Sujitra Ekmongkolpaisarn (THA) · 11–7, 13–10 | Ida Takako (JPN) · 13–12, 11–7                                             | Ye Zhaoying (CHN) · 4–11, 6–11                                           | kiesett                                                           | kiesett                             | kiesett                                        | 9.       |
| Helene Kirkegaard Rikke Olsen       | Női páros   |                                              | Hongkong (HKG) · Ling Wan Ting · Koon Louisa · 15–9, 13–15, 15–5           | Oroszország (RUS) · Irina Ruszljakova · Marina Jakuseva · 17–16, 15–5    | Dél-Korea (KOR) · Csong Dzsehi · Na Kjongmin · 15–12, 12–15, 5–15 | kiesett                             | kiesett                                        | 5.       |
| Ann-Lou Jørgensen Mette Schjoldager | Női páros   |                                              | Ukrajna (UKR) · Olena Nozdrany · Viktorija Jevtusenko · 15–3, 11–15, 15–11 | Indonézia (INA) · Cynthia Tuwankotta · Eti Lesmina Tantra · 16–17, 10–15 | kiesett                                                           | kiesett                             | kiesett                                        | 9.       |
| Ann Jørgensen Majken Vange          | Női páros   |                                              | Németország (GER) · Karen Stechmann · Nicole Grether · 13–15, 6–15         | kiesett                                                                  | kiesett                                                           | kiesett                             | kiesett                                        | 17.      |

Vegyes
| Versenyző                           | Versenyszám  | Selejtező                                                | Nyolcaddöntő                                                                   | Negyeddöntő                                                                | Elődöntő                                                | Döntő                                                                                          | Helyezés |
| Versenyző                           | Versenyszám  | Ellenfél Eredmény                                        | Ellenfél Eredmény                                                              | Ellenfél Eredmény                                                          | Ellenfél Eredmény                                       | Ellenfél Eredmény                                                                              | Helyezés |
| ----------------------------------- | ------------ | -------------------------------------------------------- | ------------------------------------------------------------------------------ | -------------------------------------------------------------------------- | ------------------------------------------------------- | ---------------------------------------------------------------------------------------------- | -------- |
| Rikke Olsen Michael Søgaard         | Vegyes páros | erőnyerő                                                 | Kanada (CAN) · Kara Solmundson · Mike Beres · 15–8, 15–2                       | Indonézia (INA) · Zelin Resiana · Bambang Supriyanto · 17–14, 10–15, 15–11 | Kína (CHN) · Kao Ling · Csang Csün · 15–10, 6–15, 16–17 | Bronzmérkőzés · Nagy-Britannia (GBR) · Joanne Wright-Goode · Simon Archer · 4–15, 15–12, 14–17 | 4.       |
| Mette Schjoldager Jens Eriksen      | Vegyes páros | erőnyerő                                                 | Németország (GER) · Nicol Pitro · Michael Keck · 15–7, 15–6                    | Indonézia (INA) · Minarti Timur · Trikus Haryanto · 3–15, 8–15             | kiesett                                                 | kiesett                                                                                        | 5.       |
| Ann Jørgensen Jon Holst-Christensen | Vegyes páros | Dél-Korea (KOR) · I Hjodzsong · I Dongszu · 17–15, 15–12 | Nagy-Britannia (GBR) · Joanne Wright-Goode · Simon Archer · 17–15, 11–15, 7–15 | kiesett                                                                    | kiesett                                                 | kiesett                                                                                        | 9.       |

## Triatlon
| Versenyző             | Versenyszám | 1,5 km úszás | Depózás 1 | 40 km kerékpározás | Depózás 2 | 10 km futás | Összesítés | Összesítés |
| Versenyző             | Versenyszám | Idő          | Idő       | Idő                | Idő       | Idő         | Idő        | Helyezés   |
| --------------------- | ----------- | ------------ | --------- | ------------------ | --------- | ----------- | ---------- | ---------- |
| Jan Knobelauch Hansen | Férfi       | 19:02,59     | 21,10     | 1:02:28,70         | 20,20     | 33:29,47    | 1:55:42,06 | 44.        |
| Marie Overbye         | Női         | 20:33,78     | 22,30     | 1:06:15,30         | 26,20     | 39:39,93    | 2:07:17,51 | 28.        |

## Úszás
Férfi
| Versenyző                                                               | Versenyszám          | Előfutam | Előfutam | Előfutam | Elődöntő | Elődöntő | Elődöntő | Döntő   | Döntő    |
| Versenyző                                                               | Versenyszám          | Idő      | Hely.    | Össz.    | Idő      | Hely.    | Össz.    | Idő     | Helyezés |
| ----------------------------------------------------------------------- | -------------------- | -------- | -------- | -------- | -------- | -------- | -------- | ------- | -------- |
| Jacob Carstensen                                                        | 200 m gyors          | 1:50,41  | 7.       | 20.      | kiesett  | kiesett  | kiesett  | kiesett | kiesett  |
| Jacob Carstensen                                                        | 400 m gyors          | 3:54,14  | 7.       | 18.      |          |          |          | kiesett | kiesett  |
| Henrik Steen Andersen Jacob Carstensen Dennis Jensen Jeppe Bøje Nielsen | 4 × 100 m gyorsváltó | 3:24,78  | 7.       | 18.      |          |          |          | kiesett | kiesett  |
| Henrik Steen Andersen Jacob Carstensen Dennis Jensen Jeppe Bøje Nielsen | 4 × 200 m gyorsváltó | 7:24,63  | 6.       | 11.      |          |          |          | kiesett | kiesett  |
| Dennis Jensen                                                           | 100 m pillangó       | 55,70    | 5.       | 42.      | kiesett  | kiesett  | kiesett  | kiesett | kiesett  |

Női
| Versenyző       | Versenyszám    | Előfutam | Előfutam | Előfutam | Elődöntő | Elődöntő | Elődöntő | Döntő   | Döntő    |
| Versenyző       | Versenyszám    | Idő      | Hely.    | Össz.    | Idő      | Hely.    | Össz.    | Idő     | Helyezés |
| --------------- | -------------- | -------- | -------- | -------- | -------- | -------- | -------- | ------- | -------- |
| Louise Ørnstedt | 100 m hát      | 1:01,98  | 3.       | 6.       | 1:01,69  | 3.       | 11.      | 1:02,02 | 8.       |
| Louise Ørnstedt | 200 m hát      | 2:13,61  | 5.       | 10.      | 2:14,24  | 5.       | 12.      | kiesett | kiesett  |
| Mette Jacobsen  | 50 m gyors     | 25,96    | 2.       | 17.*     | kiesett  | kiesett  | kiesett  | kiesett | kiesett  |
| Mette Jacobsen  | 100 m pillangó | 59,45    | 3.       | 8.       | 59,75    | 6.       | 13.      | kiesett | kiesett  |
| Mette Jacobsen  | 200 m pillangó | 2:09,30  | 2.       | 5.       | 2:08,11  | 3.       | 5.       | 2:08,24 | 4.       |
| Sophia Skou     | 200 m pillangó | 2:11,35  | 5.       | 13.      | 2:11,07  | 8.       | 14.      | kiesett | kiesett  |
| Sophia Skou     | 100 m pillangó | 59,79    | 1.       | 14.      | 59,89    | 8.       | 15.      | kiesett | kiesett  |

* - két másik versenyzővel azonos eredményt ért el, a szétúszásban 26,00-s idővel a 2. helyen végzett, így kiesett

## Vitorlázás
Férfi
| Versenyző      | Versenyszám | Futam | Futam | Futam | Futam | Futam | Futam | Futam | Futam | Futam | Futam | Futam | Pontszám | Helyezés |
| Versenyző      | Versenyszám | 1     | 2     | 3     | 4     | 5     | 6     | 7     | 8     | 9     | 10    | 11    | Pontszám | Helyezés |
| -------------- | ----------- | ----- | ----- | ----- | ----- | ----- | ----- | ----- | ----- | ----- | ----- | ----- | -------- | -------- |
| Lasse Hjortnæs | Finn dingi  | 21    | 21    | (23)  | 12    | 13    | 6     | (26*) | 17    | 21    | 13    | 14    | 138,0    | 20.      |

Női
| Versenyző                         | Versenyszám    | Futam | Futam | Futam | Futam | Futam  | Futam | Futam | Futam  | Futam  | Futam | Futam  | Pontszám | Helyezés |
| Versenyző                         | Versenyszám    | 1     | 2     | 3     | 4     | 5      | 6     | 7     | 8      | 9      | 10    | 11     | Pontszám | Helyezés |
| --------------------------------- | -------------- | ----- | ----- | ----- | ----- | ------ | ----- | ----- | ------ | ------ | ----- | ------ | -------- | -------- |
| Kristine Roug                     | Europe         | 5     | 21    | 2     | 1     | 10     | 6     | 4     | (28**) | 16     | 19    | (28**) | 84,0     | 10.      |
| Susanne Ward Michaëla Ward-Meehan | 470-es osztály | 3,0   | 10,0  | 11,0  | 11,0  | (18,0) | 17,0  | 4,0   | 7,0    | (15,0) | 8,0   | 2,0    | 71,0     | 10.      |

Nyílt
| Versenyző                            | Versenyszám        | Futam | Futam | Futam | Futam | Futam | Futam | Futam | Futam | Futam | Futam | Futam | Futam | Futam | Futam | Futam | Futam | Pontszám | Helyezés |
| Versenyző                            | Versenyszám        | 1     | 2     | 3     | 4     | 5     | 6     | 7     | 8     | 9     | 10    | 11    | 12    | 13    | 14    | 15    | 16    | Pontszám | Helyezés |
| ------------------------------------ | ------------------ | ----- | ----- | ----- | ----- | ----- | ----- | ----- | ----- | ----- | ----- | ----- | ----- | ----- | ----- | ----- | ----- | -------- | -------- |
| Peder Rønholt                        | Laser              | 17    | (32)  | 12    | 4     | 10    | (24)  | 6     | 9     | 17    | 11    | 17    |       |       |       |       |       | 103,0    | 13.      |
| Michael Hestbæk Jonatan Persson      | Könnyű 49-es dingi | 8     | 2     | 7     | 13    | (17)  | 8     | 9     | 8     | 16    | 12    | 2     | 5     | (18)  | 2     | 7     | 9     | 108,0    | 9.       |
| Stig Raagaard Hansen Final Standings | Tornádó            | 14    | 15    | (16)  | 6     | 11    | 9     | 10    | 12    | 7     | 12    | (17)  |       |       |       |       |       | 96,0     | 9.       |

| Versenyző                                    | Versenyszám | Futam | Futam | Futam | Futam | Futam | Futam | Futam | Futam | 1. forduló | 1. forduló | 2. forduló | 2. forduló | Negyeddöntő | Negyeddöntő | Elődöntő             | Elődöntő | Döntő                   | Helyezés |
| Versenyző                                    | Versenyszám | 1     | 2     | 3     | 4     | 5     | 6     | Pont  | Hely. | Gy–V       | Hely.      | Gy–V       | Hely.      | Gy–V        | Hely.       | Gy–V                 | Hely.    | Gy–V                    | Helyezés |
| -------------------------------------------- | ----------- | ----- | ----- | ----- | ----- | ----- | ----- | ----- | ----- | ---------- | ---------- | ---------- | ---------- | ----------- | ----------- | -------------------- | -------- | ----------------------- | -------- |
| Jesper Bank Henrik Blakskjær Thomas Jacobsen | Soling      | 6     | (16)  | 12    | 12    | 11    | 4     | 45    | 12.   | 3–2        | 3.         | 4–1        | 1.         | 4–1         | 1.          | Norvégia (NOR) · 3–1 | 1.       | Németország (GER) · 4–3 |          |

* - nem ért célba

** - kizárták (korai rajt)